# Loisey
Loisey est une commune française située dans le département de la Meuse, en région Grand Est.

## Géographie

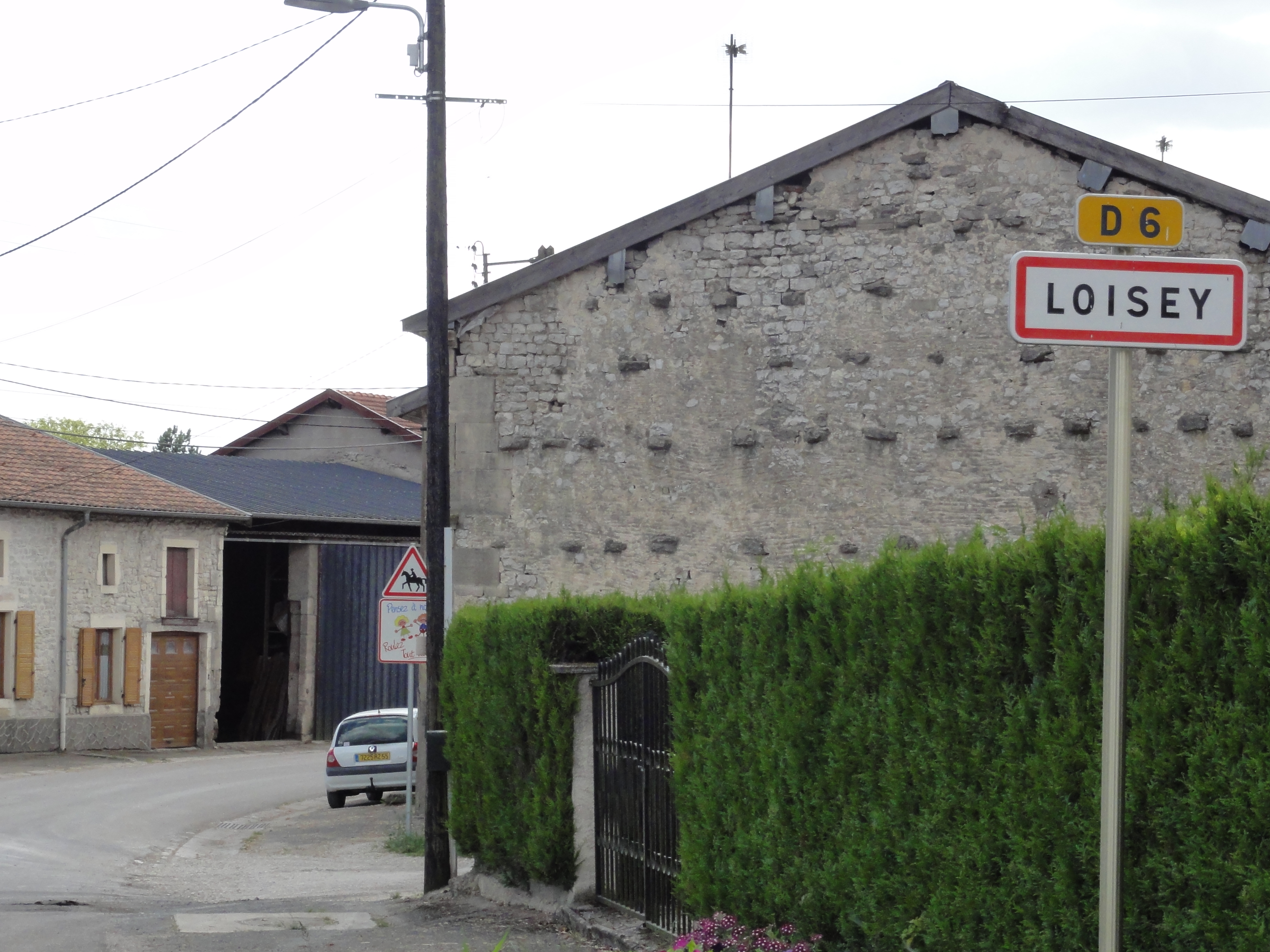
Entrée de Loisey.
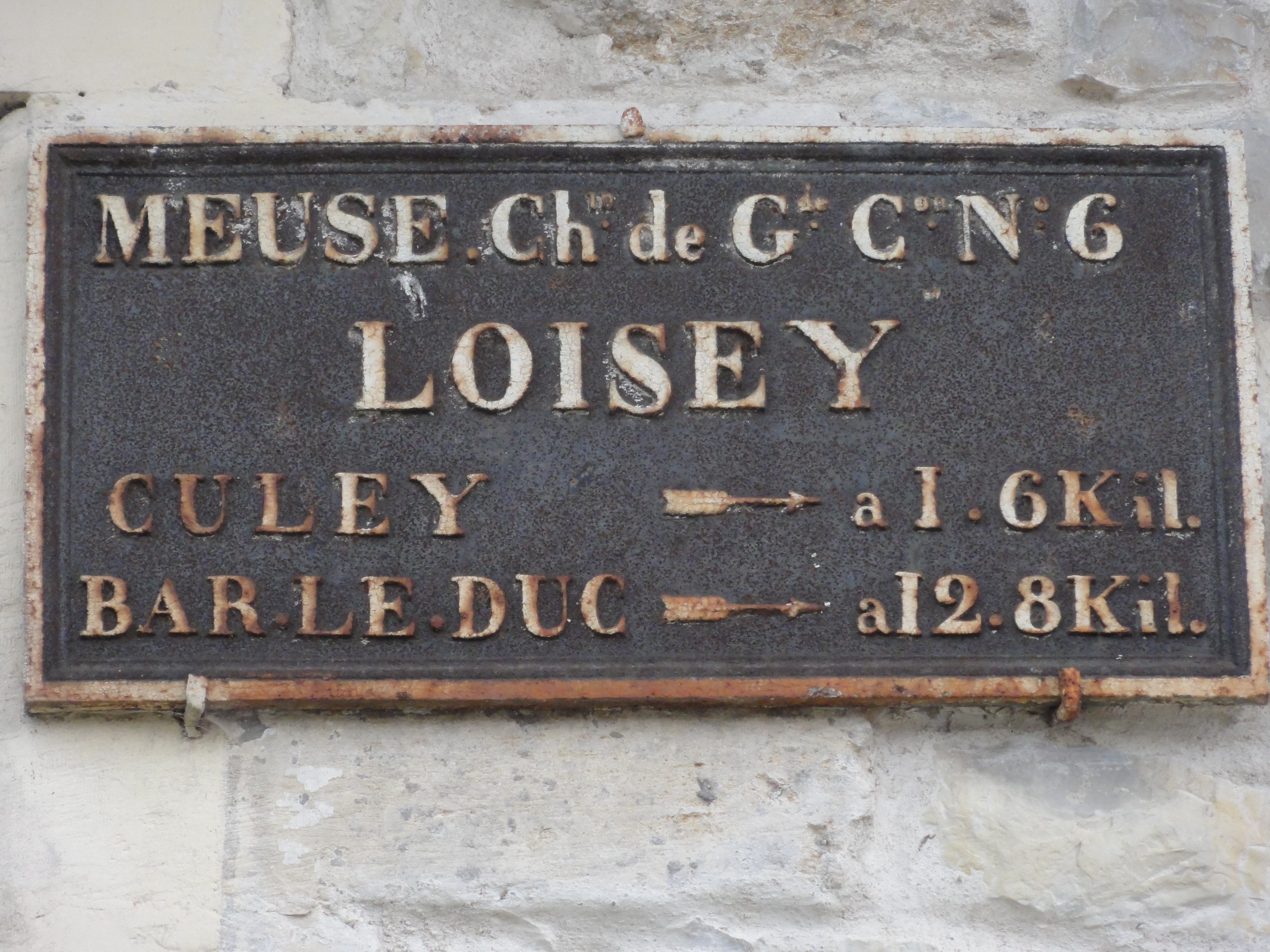
Plaque de cocher.
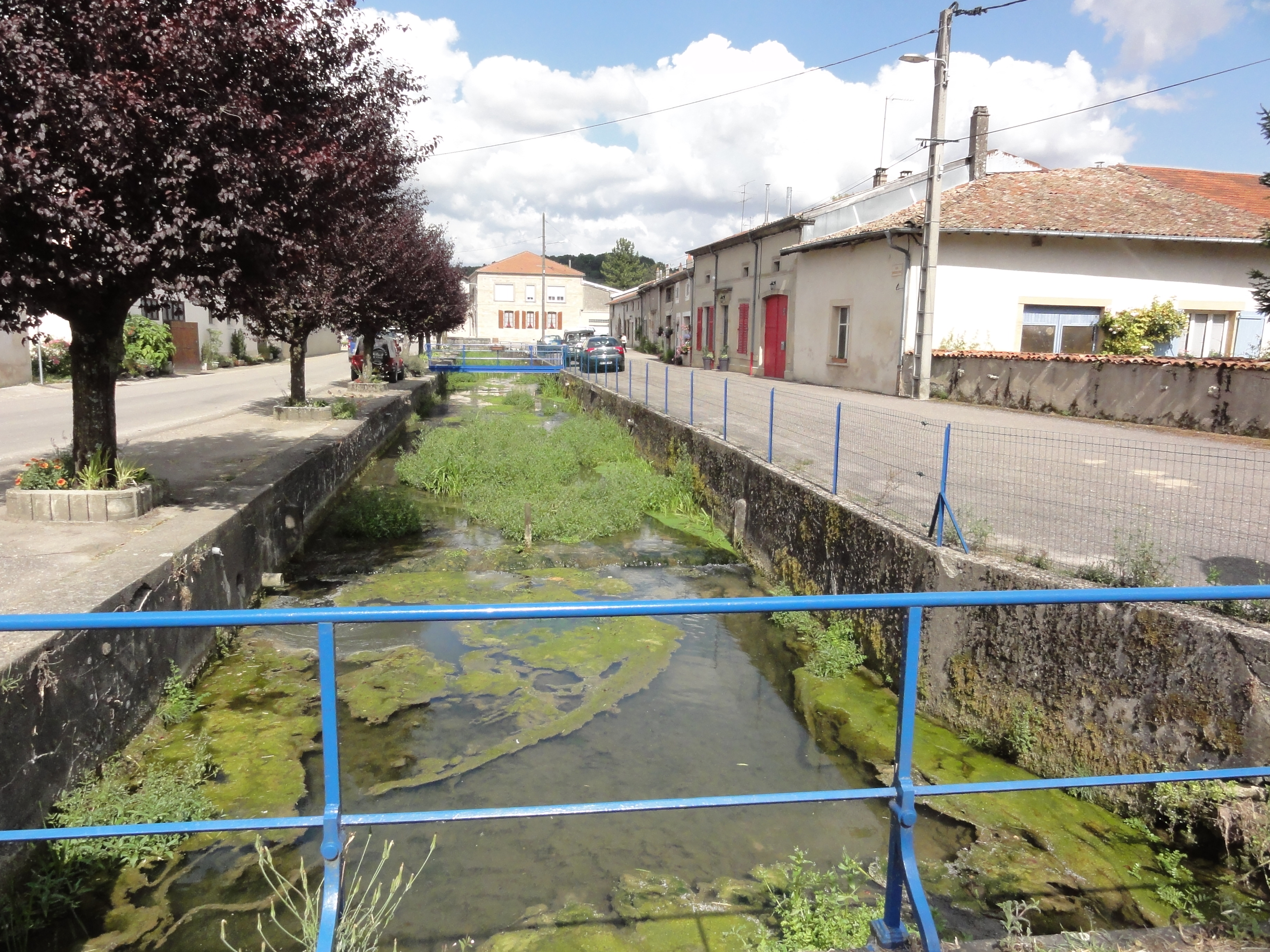
Ruisseau dans le bourg de Loisey.

| Resson   | Géry     | Géry     |
| Resson   | Loisey   | Géry     |
| Guerpont | Salmagne | Salmagne |

### Hydrographie
La commune est dans la région hydrographique « la Seine de sa source au confluent de l'Oise (exclu) » au sein du bassin Seine-Normandie. Elle est drainée par le ruisseau de Culey, les Quatre Fosses, le ruisseau de Bumont, le Fossé 01 de Sausuel et divers autres petits cours d'eau,.

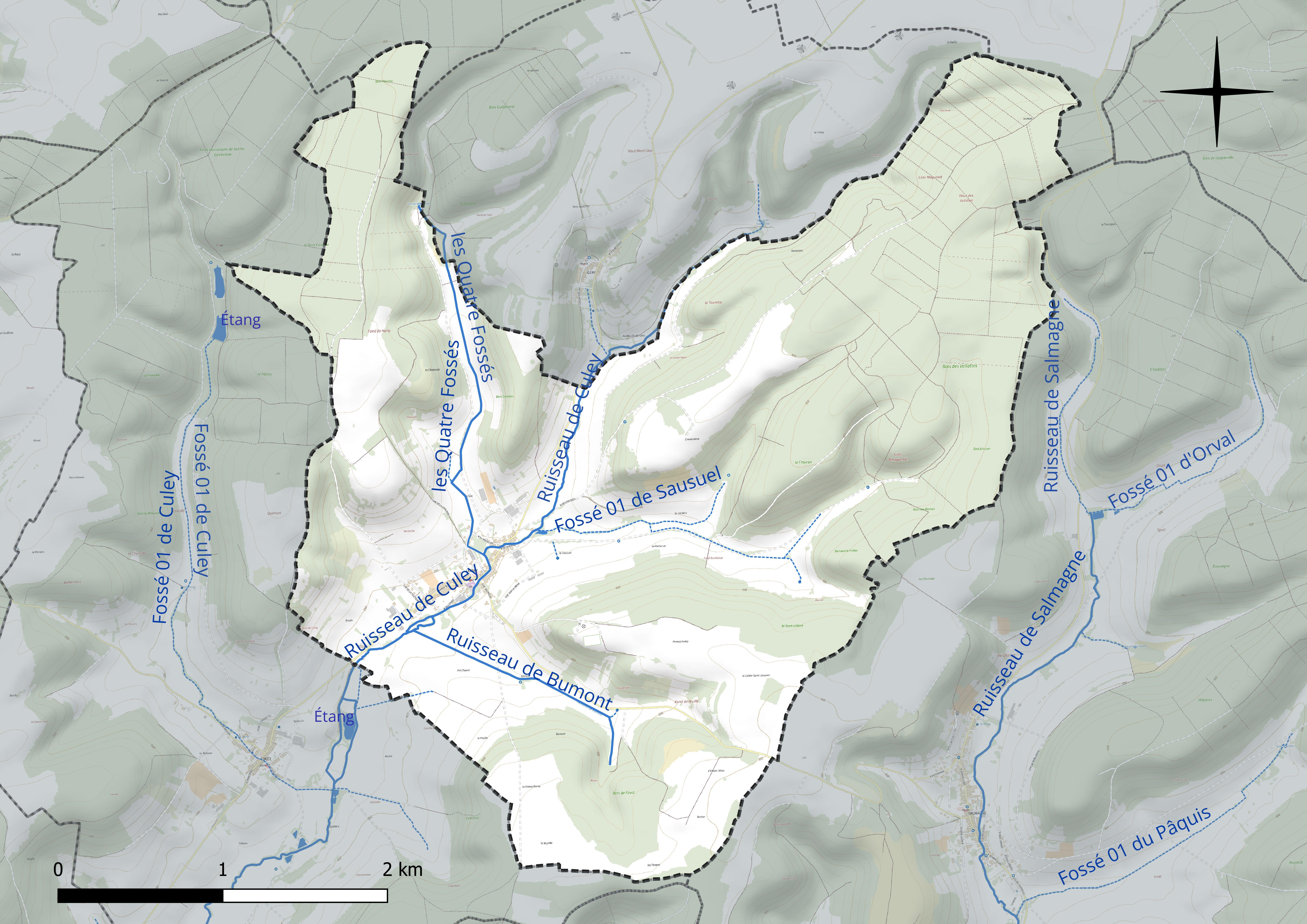
Réseau hydrographique de Loisey.

### Climat
Pour des articles plus généraux, voir Climat du Grand Est et Climat de la Meuse.
En 2010, le climat de la commune est de type climat de montagne, selon une étude du Centre national de la recherche scientifique s'appuyant sur une série de données couvrant la période 1971-2000. En 2020, Météo-France publie une typologie des climats de la France métropolitaine dans laquelle la commune est exposée à un climat océanique altéré et est dans la région climatique  Lorraine, plateau de Langres, Morvan, caractérisée par un hiver rude (1,5 °C), des vents modérés et des brouillards fréquents en automne et hiver. 
Pour la période 1971-2000, la température annuelle moyenne est de 9,6 °C, avec une amplitude thermique annuelle de 15,9 °C. Le cumul annuel moyen de précipitations est de 1 066 mm, avec 14,5 jours de précipitations en janvier et 9,5 jours en juillet. Pour la période 1991-2020, la température moyenne annuelle observée sur la station météorologique de Météo-France la plus proche, « Behonne_sapc », sur la commune de Behonne à 8 km à vol d'oiseau, est de 11,0 °C et le cumul annuel moyen de précipitations est de 855,7 mm. 
La température maximale relevée sur cette station est de 40,4 °C, atteinte le 25 juillet 2019 ; la température minimale est de −16,4 °C, atteinte le 20 décembre 2009,,. 
Les paramètres climatiques de la commune ont été estimés pour le milieu du siècle (2041-2070) selon différents scénarios d'émission de gaz à effet de serre à partir des nouvelles projections climatiques de référence DRIAS-2020. Ils sont consultables sur un site dédié publié par Météo-France en novembre 2022.

## Urbanisme

### Typologie
Au 1er janvier 2024, Loisey est catégorisée commune rurale à habitat dispersé, selon la nouvelle grille communale de densité à sept niveaux définie par l'Insee en 2022.
Elle est située hors unité urbaine. Par ailleurs la commune fait partie de l'aire d'attraction de Bar-le-Duc, dont elle est une commune de la couronne,. Cette aire, qui regroupe 86 communes, est catégorisée dans les aires de 50 000 à moins de 200 000 habitants,.

### Occupation des sols
L'occupation des sols de la commune, telle qu'elle ressort de la base de données européenne d’occupation biophysique des sols Corine Land Cover (CLC), est marquée par l'importance des forêts et milieux semi-naturels (55,7 % en 2018), en augmentation par rapport à 1990 (54,7 %). La répartition détaillée en 2018 est la suivante : 
forêts (55,5 %), prairies (24 %), terres arables (16,1 %), zones agricoles hétérogènes (4,2 %), milieux à végétation arbustive et/ou herbacée (0,2 %). L'évolution de l’occupation des sols de la commune et de ses infrastructures peut être observée sur les différentes représentations cartographiques du territoire : la carte de Cassini (XVIIIe siècle), la carte d'état-major (1820-1866) et les cartes ou photos aériennes de l'IGN pour la période actuelle (1950 à aujourd'hui).

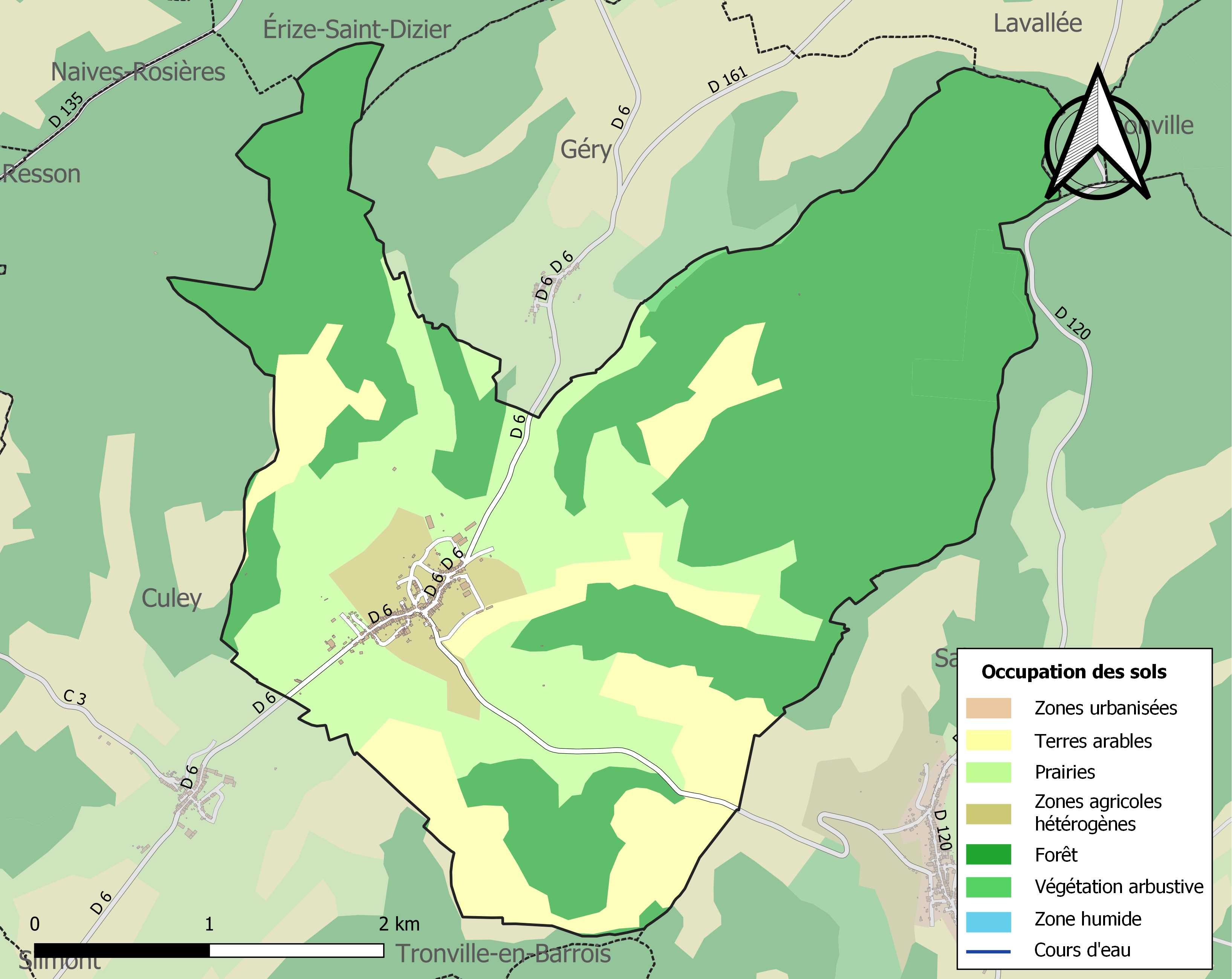
Carte des infrastructures et de l'occupation des sols de la commune en 2018 (CLC).

## Toponymie
Le nom de la localité est attesté sous les formes Lauziacus (825) ; Loisey (1301) ; Lucey (1344) ; Loiseum, Loseyum (1402) ; Loiseium (1711) ; Loisei (1749).

Le nom en patois Lousey en vogue au cours du XIXe siècle d’après Hippolyte de Widranges et la retranscription loizé ou loisé réduite à sa plus simple expression et parfois utilisée au cours des siècles précédents.

## Histoire
Par arrêté préfectoral du 20.12.1972, les communes de Loisey et Culey fusionnent pour former la commune associée de Loisey-Culey. Au 1er janvier 2014, la commune devait retrouver son indépendance, mais la procédure est reportée au 1er janvier 2015, ne pouvant avoir lieu dans l'année précédant une échéance électorale. Cependant, lors des élections municipales de 2014, un maire est élu pour la commune, et finalement, par décision du tribunal le 1er juillet 2014, Loisey est indépendante.

## Enseignement

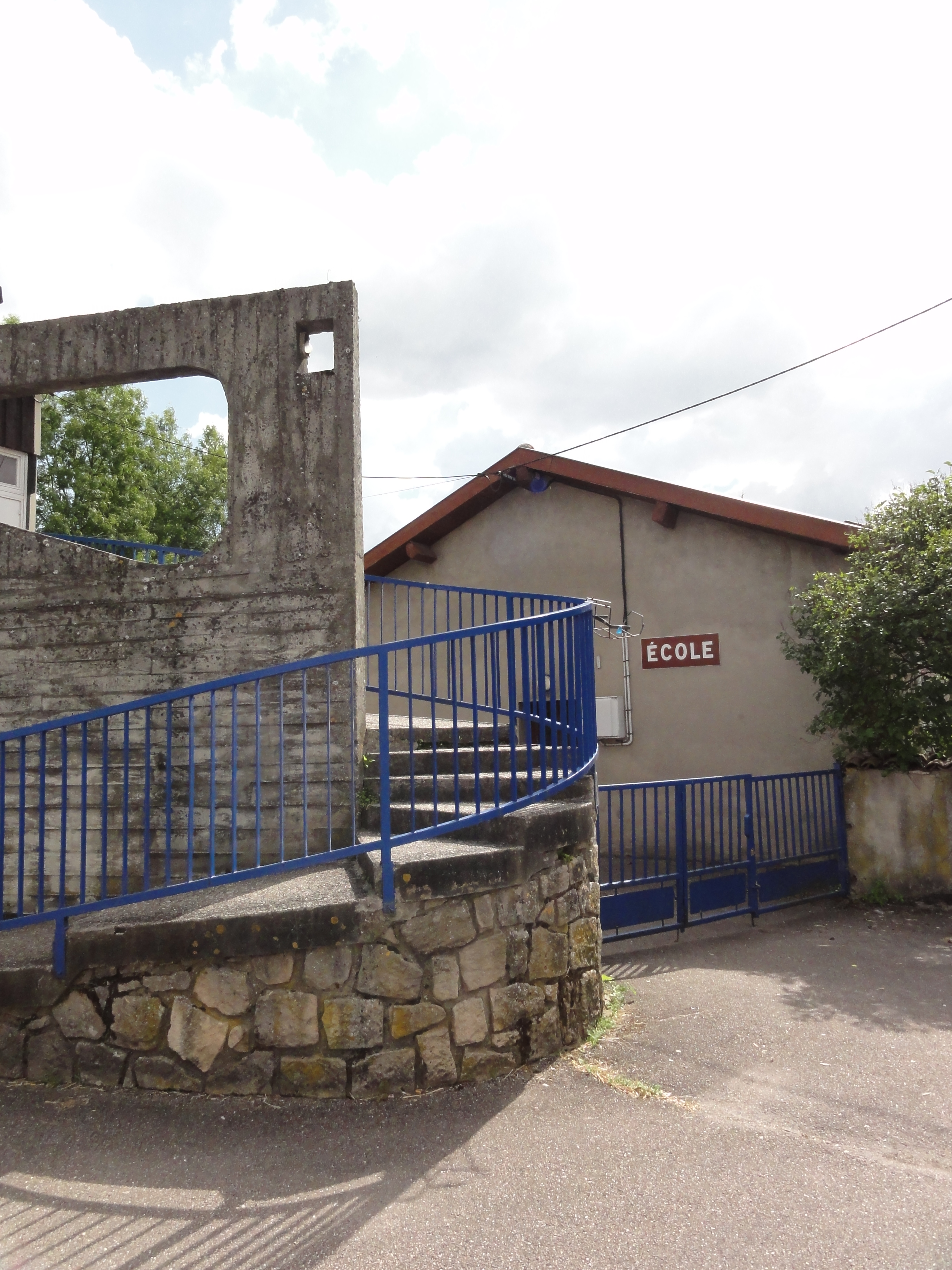
Entrée de l'école de Loisey.

## Politique et administration
| Période                                  | Période  | Identité       | Étiquette | Qualité        |
| ---------------------------------------- | -------- | -------------- | --------- | -------------- |
| Les données manquantes sont à compléter. |          |                |           |                |
| mars 2014                                | mai 2020 | David Encherin |           |                |
| mai 2020                                 | En cours | Serge Nicolas  |           | Ancien employé |

## Population et société

### Démographie
L'évolution du nombre d'habitants est connue à travers les recensements de la population effectués dans la commune depuis 1793. Pour les communes de moins de 10 000 habitants, une enquête de recensement portant sur toute la population est réalisée tous les cinq ans, les populations de référence des années intermédiaires étant quant à elles estimées par interpolation ou extrapolation. Pour la commune, le premier recensement exhaustif entrant dans le cadre du nouveau dispositif a été réalisé en 2007.

En 2022, la commune comptait 278 habitants, en évolution de −8,25 % par rapport à 2016 (Meuse : −4,4 %, France hors Mayotte : +2,11 %).
| 1793 | 1800 | 1806 | 1821 | 1831 | 1836 | 1841 | 1846 | 1851 |
| ---- | ---- | ---- | ---- | ---- | ---- | ---- | ---- | ---- |
| 798  | 756  | 769  | 818  | 844  | 829  | 854  | 845  | 838  |

| 1856 | 1861 | 1866 | 1872 | 1876 | 1881 | 1886 | 1891 | 1896 |
| ---- | ---- | ---- | ---- | ---- | ---- | ---- | ---- | ---- |
| 704  | 659  | 619  | 577  | 513  | 535  | 526  | 504  | 478  |

| 1901 | 1906 | 1911 | 1921 | 1926 | 1931 | 1936 | 1946 | 1954 |
| ---- | ---- | ---- | ---- | ---- | ---- | ---- | ---- | ---- |
| 425  | 428  | 375  | 310  | 302  | 329  | 327  | 288  | 288  |

| 1962 | 1968 | 1975 | 1982 | 1990 | 1999 | 2006 | 2007 | 2012 |
| ---- | ---- | ---- | ---- | ---- | ---- | ---- | ---- | ---- |
| 370  | 400  | 450  | 397  | 404  | 461  | 458  | 457  | 464  |

| 2017 | 2022 | - | - | - | - | - | - | - |
| ---- | ---- | - | - | - | - | - | - | - |
| 300  | 278  | - | - | - | - | - | - | - |

## Culture locale et patrimoine

### Lieux et monuments
- L'église Saint-Remi de Loisey : pierres tombales du XVIIIe siècle de la famille du Châtelet[23].
- La chapelle Sainte-Geneviève (forêt domaniale Sainte-Geneviève).
- Monument aux morts de Loisey.
- Petit patrimoine: Fontaine sculpté, croix de chemin.

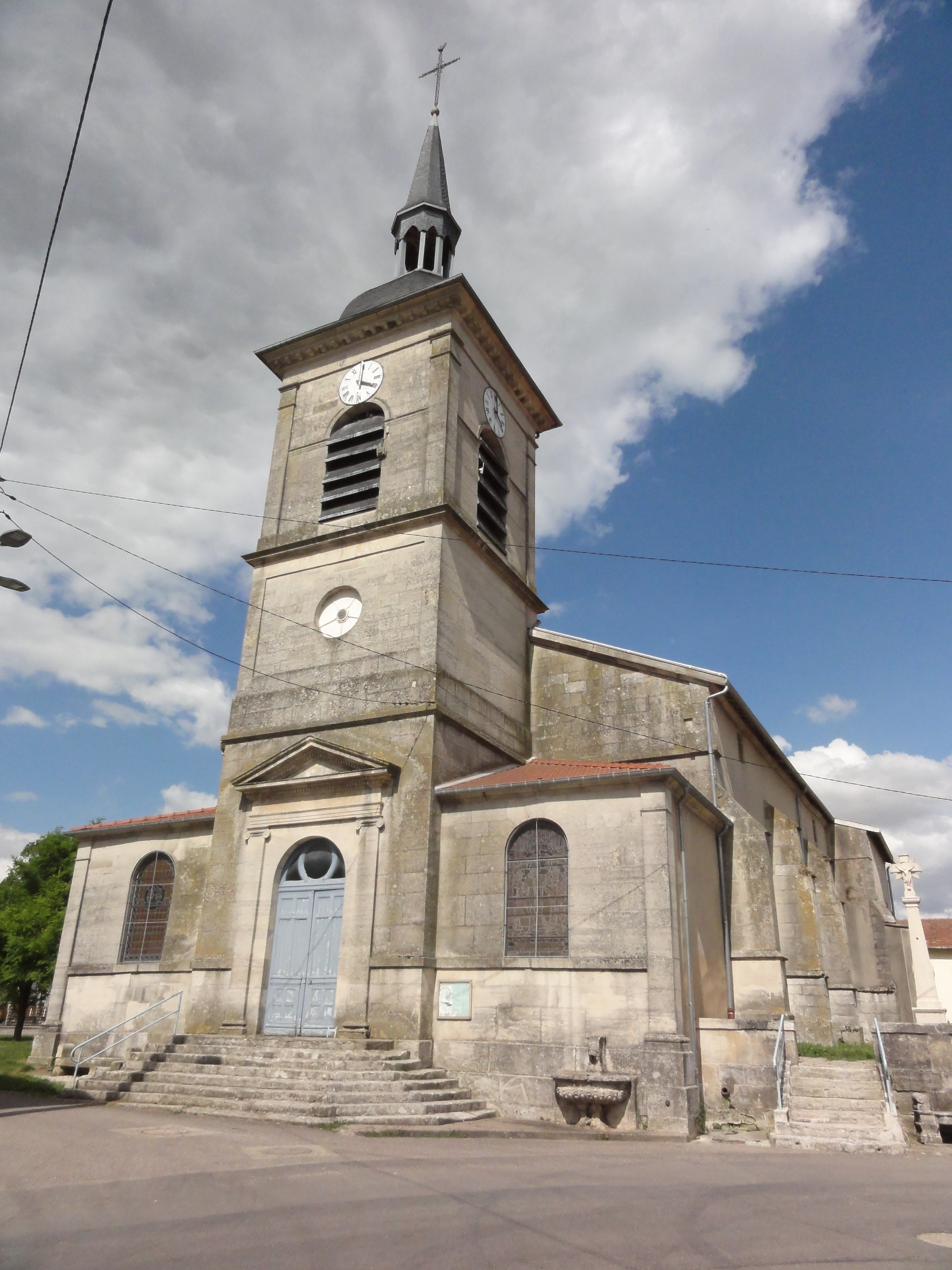
L'église Saint-Remi.
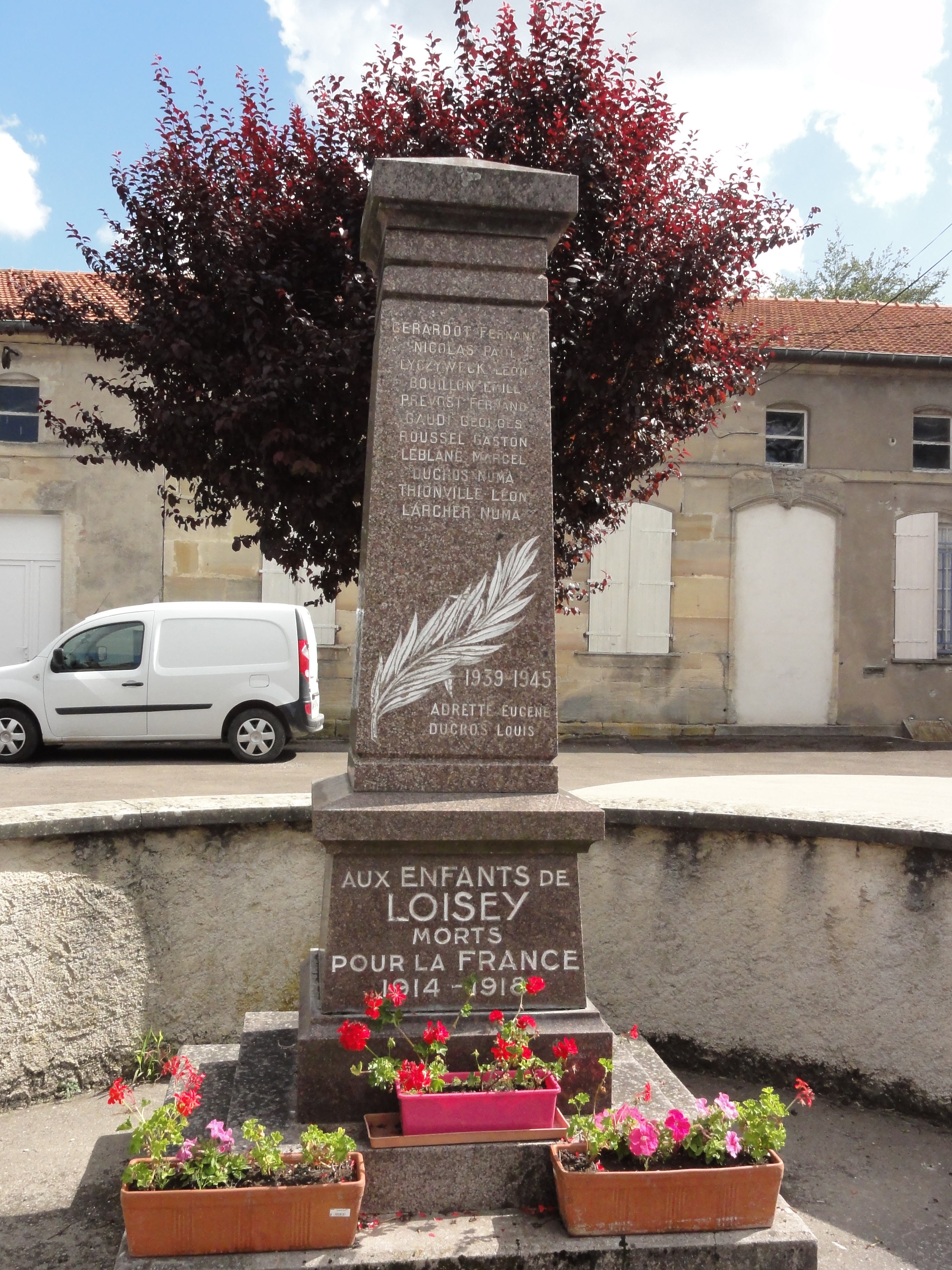
Le monument aux morts.
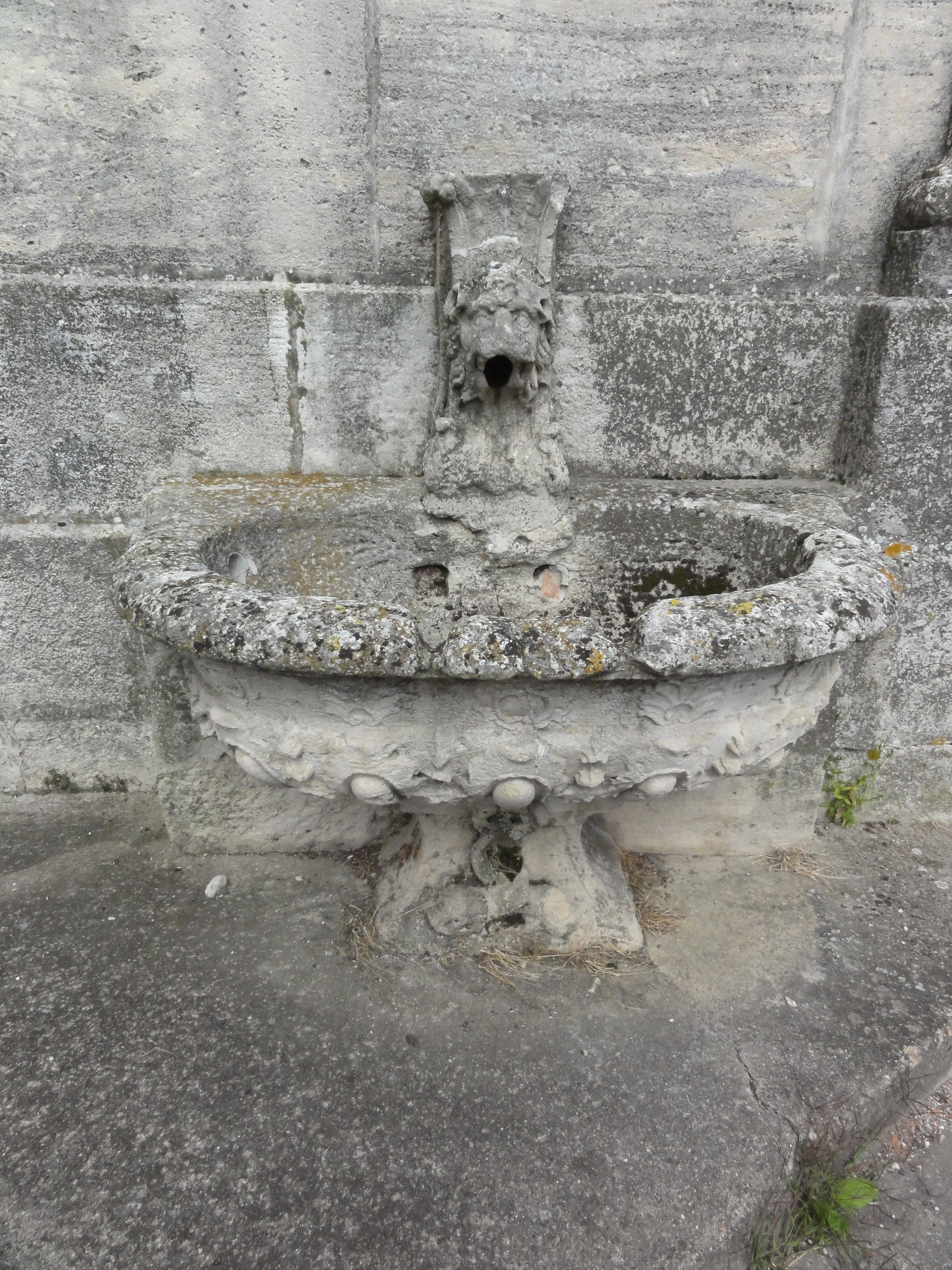
La fontaine sculptée.

### Héraldique
| Blason de Loisey | Blason  | D'or à la bande ondée de gueules chargée de trois akènes de charme d'argent, posés en bande, accompagnée en chef d'une mitre d'azur chargée d'une flamme d'or et en pointe d'un bidon de laitier d'azur. |
| Blason de Loisey | Détails | La bande de gueules sur or évoque la famille du Châtelet jadis seigneur du lieu. Elle est ondée car elle serpente comme les ruisseaux de Loisey. Les akènes de charme sont ceux de la forêt domaniale de sainte Geneviève. La mitre est celle de saint Remi, patron de la paroisse. La flamme illustre la légende selon laquelle saint Remi aurait sauvé Reims d'un incendie. Le bidon de laitier rappelle l'ancienne activité fromagère de la localité. Armoiries composées par R. A. Louis et adoptées par la commune le 7 novembre 2014. |